# Billy-sous-Mangiennes
Billy-sous-Mangiennes är en kommun i departementet Meuse i regionen Grand Est (tidigare regionen Lorraine) i nordöstra Frankrike. Kommunen ligger i kantonen Spincourt som tillhör arrondissementet Verdun. År 2022 hade Billy-sous-Mangiennes 358 invånare.

## Befolkningsutveckling
Antalet invånare i kommunen Billy-sous-Mangiennes
| Referens: INSEE |